# 634
Évszázadok: 6. század – 7. század – 8. század
Évtizedek: 580-as évek – 590-es évek – 600-as évek – 610-es évek – 620-as évek – 630-as évek – 640-es évek – 650-es évek – 660-as évek – 670-es évek – 680-as évek
Évek: 629 – 630 – 631 – 632 –  633 – 634 – 635 – 636 – 637 – 638 – 639

## Események

### Európa
- I. Dagobert frank király a lázongó austrasiai nemesség nyomására 3 éves fiát, III. Sigebertet nevezi ki Austrasia királyává (ahogyan tíz évvel korábban apja, II. Chlothar vele is tette). Azonban nem a korábbi austrasiai majordomust, a birtokára visszavonult Landoni Pippint nevezi ki régenssé, hanem Adalgisel herceget.
- Osric deirai király beszorítja az országát dúló Cadwallon gwyneddi királyt York városába, de az meglepetésszerűen kitör és megsemmisíti Osric seregét, maga Osric is elesik.
- Eanfrith újdonsült berniciai király béketárgyalásokat kezd Cadwallonnal, az azonban legyilkoltatja a királyt és tizenkét testőrét. Eanfrith öccse, Oswald a heavenfieldi csatában legyőzi és megöli Cadwallont és elfoglalja Bernicia és Deira trónját.
- Oswald hittérítőket kér a kelet-skóciai ionai kolostorból. Vezetőjüket, Aidant felkéri, hogy alapítson apátságot Lindisfarne szigetén.
- Sigeberht, Kelet-Anglia királya saját akaratából lemond koronájáról és kolostorba vonul. Az országot addigi uralkodótársa, Ecgric kormányozza tovább.

### Közel-Kelet
- Abu Bakr kalifa Hálid ibn al-Valídot Mezopotámiából átküldi Szíriába; helyét Umar ibn al-Hattáb veszi át. A perzsák ellentámadásba mennek át és az Eufrátesznél a hídcsatában megfutamítják a muszlimokat.
- Augusztusban meghal Abu Bakr és akaratának megfelelően Umar lesz az új kalifa. Umar új hadjáratot készít elő a perzsa Szászánidák ellen, de személyes részvételéről tanácsadói lebeszélik.
- A Szíriába betörő Hálid ibn al-Valíd a firazi csatában legyőzi a jóval nagyobb létszámú bizánci-perzsa sereget. Ezután Adzsnadajnnál, Fahlnál és Boszránál újabb jelentős győzelmeket arat, szeptemberben pedig néhány hetes ostrommal elfoglalja Damaszkuszt. Az ortodox Konstantinápoly által elnyomott helyi monofizita és zsidó lakosság állítólag örömmel fogadja a vallási szempontból toleráns muszlimokat. A beteg Hérakleiosz császár öccsére, Theodoroszra bízza a védelem irányítását és előrenyomuló arabok elől Emeszából Antiokheiába húzódik vissza.

### Kína
- Tang Taj-cung császár háborút indít a nomád Tujühun királyság ellen, miután azok kánja, Puszapo többször is fosztogatott a kínai határvidéken.

## Születések
- Szent Cuthbert, angolszász szerzetes és püspök
- Cadwallon ap Cadfan, Gwynedd királya
- Eanfrith, Bernicia királya
- Osric, Deira királya

## Halálozások
- augusztus 23. – Abu Bakr, kalifa

## Fordítás
- Ez a szócikk részben vagy egészben  a(z)   635 című angol Wikipédia-szócikk ezen változatának fordításán alapul.  Az eredeti cikk szerkesztőit annak laptörténete sorolja fel. Ez a jelzés csupán a megfogalmazás eredetét és a szerzői jogokat jelzi, nem szolgál a cikkben szereplő információk forrásmegjelöléseként.